# Цуладзе, Василий Кайхосрович
Василий Кайхосрович Цуладзе (груз. ვასილ ქაიხოსროს ძე წულაძე, 12 октября 1889, Чанчати, Ланчхутский муниципалитет — 13 мая 1969, Париж) — грузинский политик, журналист, член Учредительного собрания Грузии (1919—1921).

## Биография

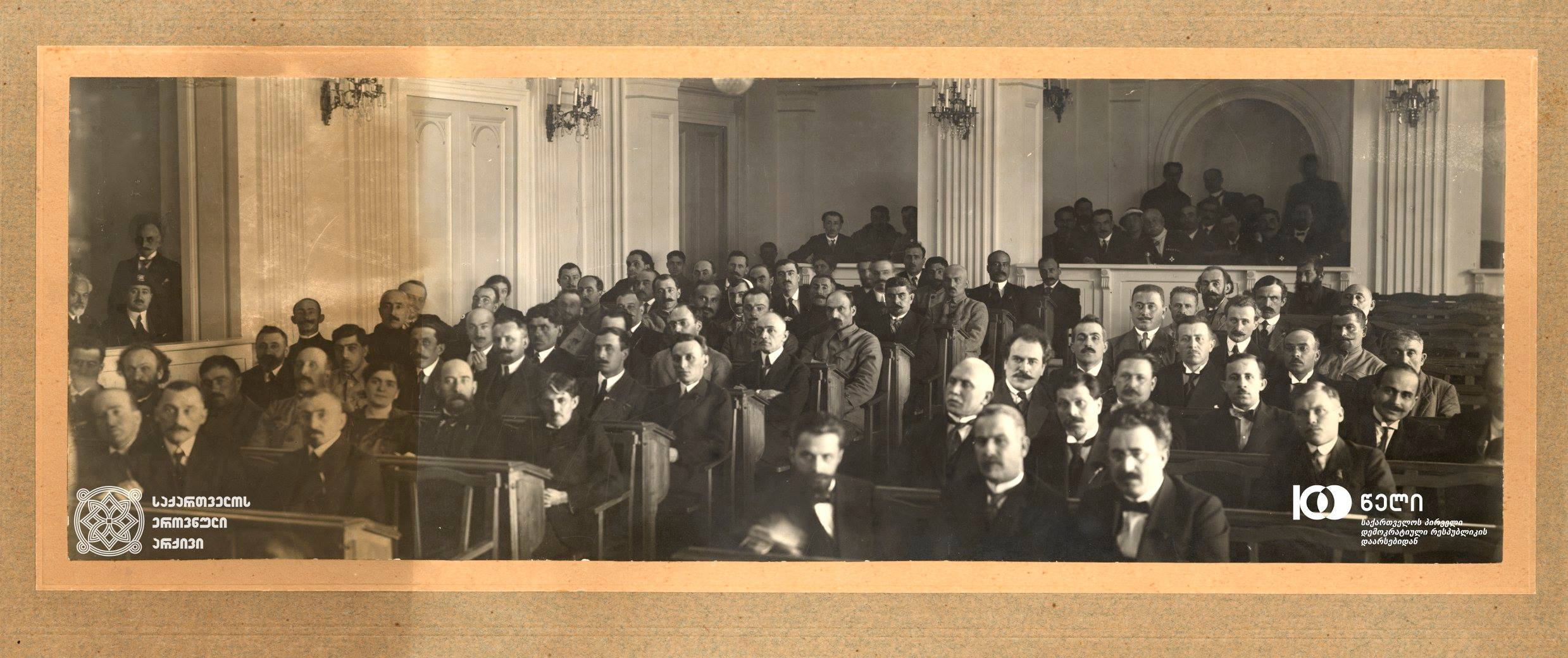
Учредительное собрание Грузии. Цуладзе, левая сторона, в последних рядах

Начальное образование получил в Батуме. Затем учился в Батумской гимназии, но из второго класса (1901—1902) был исключён за неуплату за обучение. С ранних лет участвовал в революционной деятельности, в движении рабочих Батума, в крестьянской революции в Гурии в 1905 году. С 1906 года был членом РСДРП, входил в меньшевистскую фракцию.
В 1908 году был арестован по политическим мотивам. В 1910-х годах публиковался в социал-демократической прессе. С 1911 года был одним из руководителей Батумского комитета РСДРП.
В 1914 году работал кассиром в Мургульском рудном заводе. Уволился с работы в начале Первой мировой войны. Переехал в Тифлис, сотрудничал в социал-демократической газете «Современная мысль». Был арестован 15 июля и 15 ноября 1915 года.
С 1917 года был членом Национального совета Грузии, 26 мая 1918 года подписал Декларацию независимости Грузии. В 1918 году — член парламента Грузии. 12 марта 1919 года избран членом Учредительного собрания Грузии, был председателем экономической комиссии.
Покинул Грузию после советизации в 1921 году и жил в Стамбуле, координируя работу правительства иммигрантов и подпольного движения, оставшегося в Грузии.
Позже переехал в Париж.
Похоронен на Левильском кладбище.